# Syllides setosa
Syllides setosa är en ringmaskart som beskrevs av Addison Emery Verrill 1882. Syllides setosa ingår i släktet Syllides och familjen Syllidae. Inga underarter finns listade i Catalogue of Life.